# ربکا رومرو
ربکا رومرو (انگلیسی: Rebecca Romero؛ زادهٔ ۲۴ ژانویهٔ ۱۹۸۰) دوچرخه‌سوار و قایقران روئینگ اهل بریتانیا است.
وی در مسابقات کشوری و بین‌المللی در مجموع برندهٔ ۴ مدال طلا، ۲ مدال نقره شده‌است.